# Pleurospermum uralense
Pleurospermum uralense är en flockblommig växtart som beskrevs av Franz Georg Hoffmann. Pleurospermum uralense ingår i släktet piplokor, och familjen flockblommiga växter. Inga underarter finns listade i Catalogue of Life.

## Bildgalleri

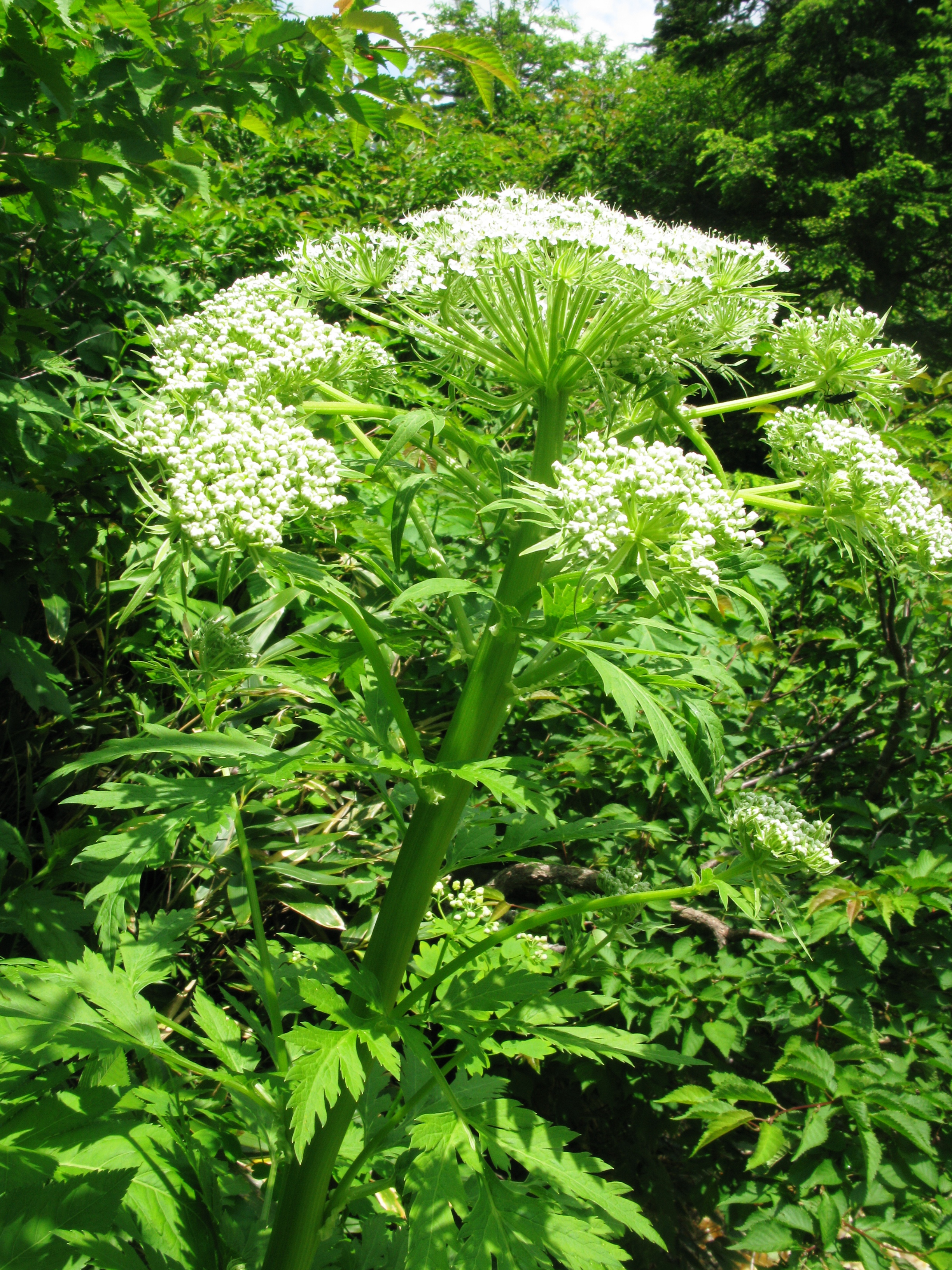
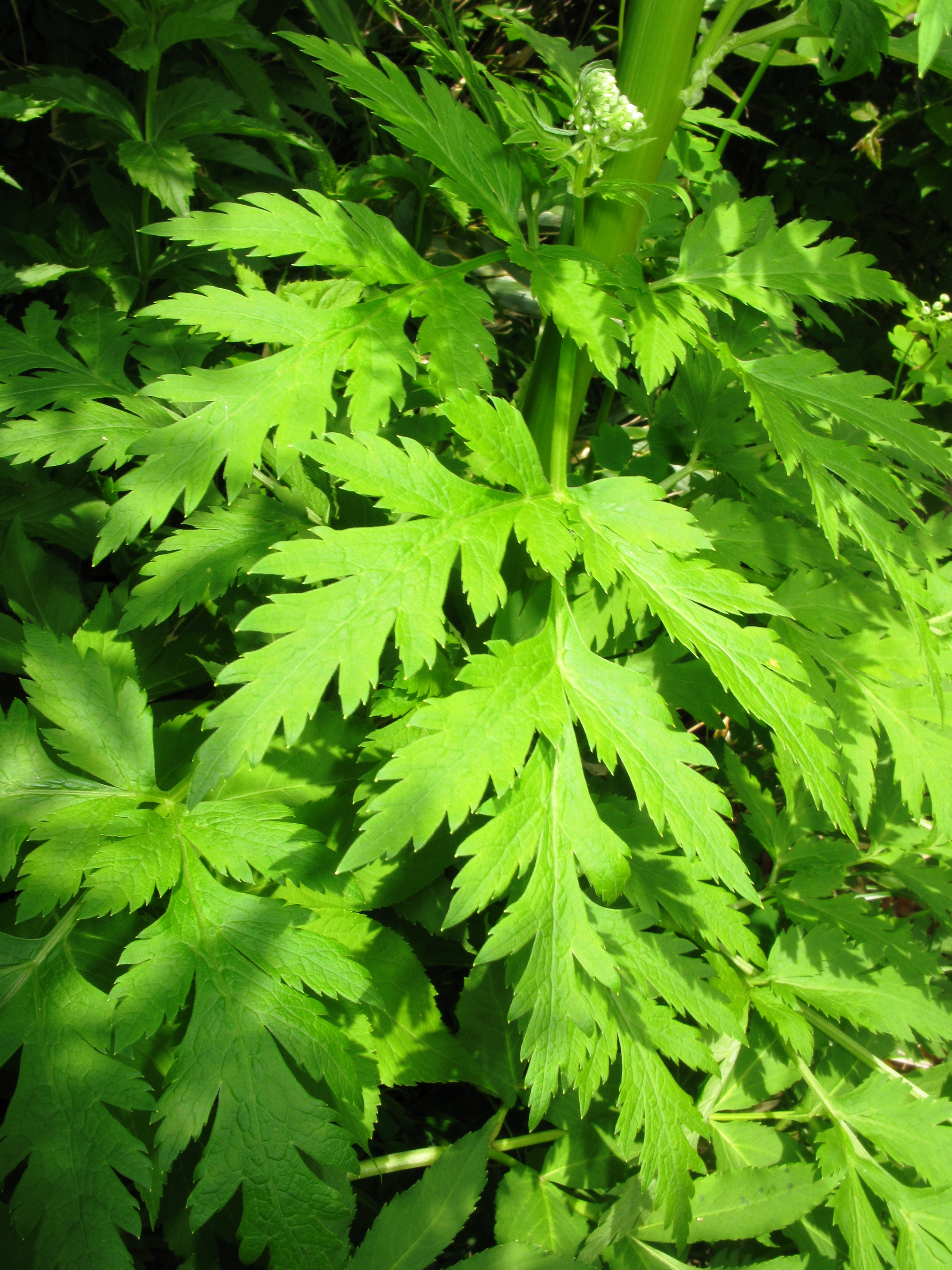